# رآکتور لوسنس

نیروگاه اتمی خاموش لوسنس (به انگلیسی: Lucens reactor) که در لوسنس، ایالت وو در سوئیس قرار داشته و یک نیروگاه خاموش بوده که به صورت آزمایشی راه اندازی شده بود و بر اثر حادثه اتمی ۱۹۶۹ خاموش گردید.

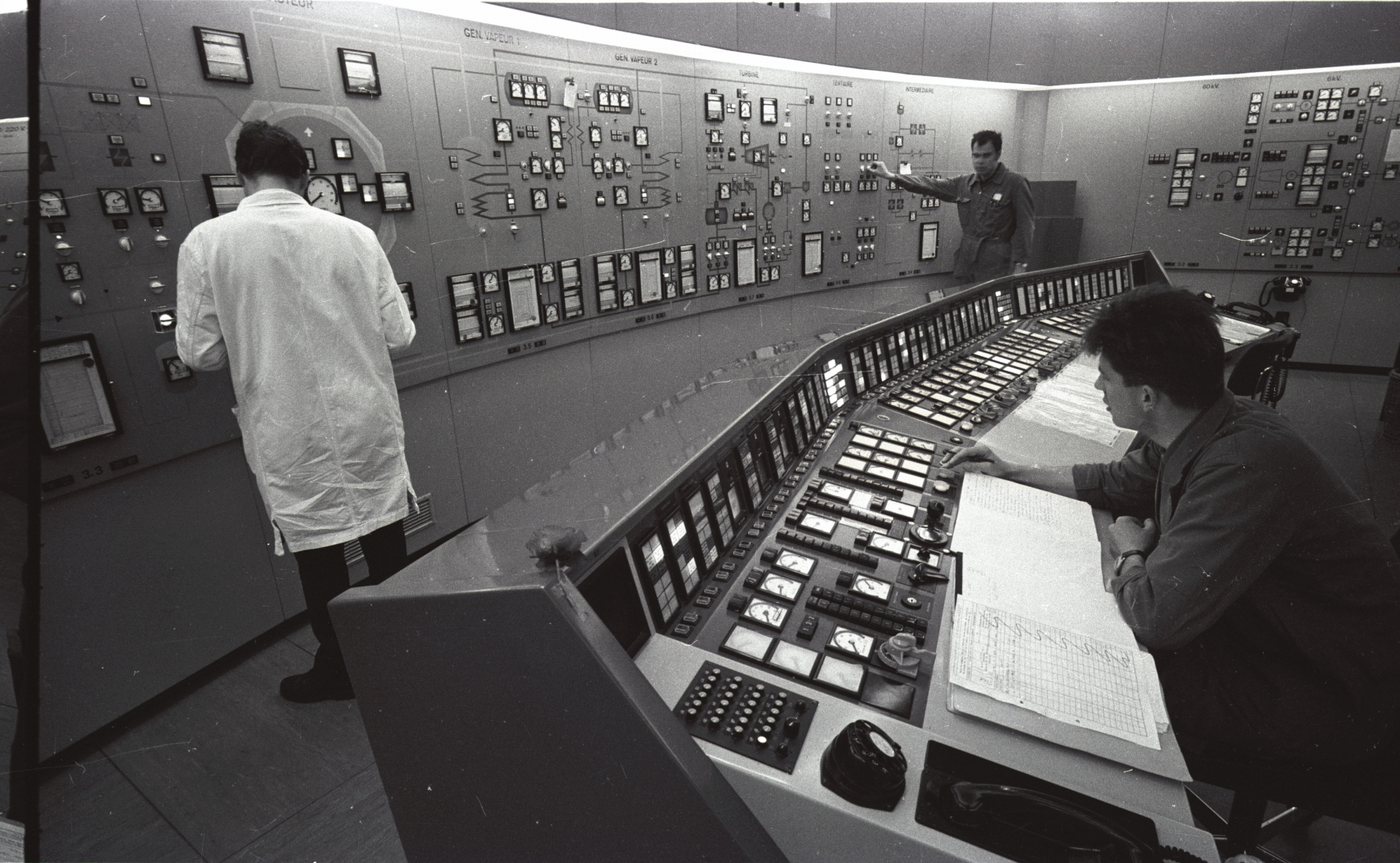
رآکتور لوسنس

ساخت این نیروگاه که رآکتور با آب سنگین به همراه سیستم خنک‌کننده دی اکسید کربن بود از سال ۱۹۶۲ دریک غار به ارتفاع ۲۵ مترو و به قطر ۲۰ متر آغاز شد.
این نیروگاه ۳۰ مگاوات انرژی گرمایی تولید می‌کرد که مولد ۸٫۳ مگاوات برق بود.

## تاریخچه
این نیروگاه با آلیاژی از ۰٫۹۶٪ اورانیوم غنی شده با سرباره کروم در آلیاژ منیزیوم با ۰٫۶٪ زیرکونیوم وارد شده در ماتریس گرافیت کار می‌کرد.
گاز دی اکسید کربن با فشار ۶٫۲۸ مگاپاسکال و حرارت ۲۲۳ درجه سلسیوس به بالای شبکه‌ها پمپ می‌شد و با فشار ۵٫۷۹ مگاپاسکال و حرارت ۳۷۸ درجه سلسیوس از آن‌ها خارج می‌شد.
این پروژه بدست شرکت SNA- Société Nationale pour l'encouragement de la technique Atomique industrielle انجام گرفته بود و قرار بود که این نیروگاه تا آخر سال ۱۹۶۹ فعال باشد. اما در زمان استارت در ۲۱ ژانویه ۱۹۶۹ مشکلی در سیستم خنک‌کننده به وجود آمده و همین باعث ذوب‌شدن سوخت هسته‌ای قسمتی از قلب رآکتور شده و نشتی حاصل از آن، آلودگی رادیواکتیو در حجم زیاد در محل را موجب شد. این حادثه که به درجه ۴ از هفت (حادثه چرنوبیل به عنوان درجه هفت مشخص شده‌است) خطر رادیو اکتیو رسیده بود در رتبه‌بندی جهانی به عنوان یکی از ده حادثه جدی در نوع خود (انرژی اتمی برای مصرف غیرنظامی) در دنیا شناخته شده.
هیچ‌کدام از کارکنان این نیروگاه و نه حتی بومیان منطفه در معرض تشعشعات این حادثه قرار نگرفتند و آزمایش‌های صورت گرفته از اطراف منطفه مقدار رادیواکتیو موجود را در اندازه‌های استاندارد نشان داد.
آزمایش‌های انجام شده بر روی کارکنان این نیروگاه در بیمارستان برن هیچ اثری از وجود امواج رادیواکتیو نشان نداد اما محوطه غار به صورت خطرناکی آلودگی رادیو اکتیو را نشان می‌داد.
این غار در سال‌های بعد آلوده‌زدایی شد و در سال ۱۹۹۲ توسط بتن به صورت نیمه بسته درآمد و آخرین زباله‌های هسته‌ای این نیروگاه در سپتامبر ۲۰۰۳ به مرکز نگهداری موقت ضایعات هسته‌ای با رادیواکتیو ضعیف Würenlingen منتقل شد؛ و رآکتور اتمی این نیروگاه نیز پس از برطرف کردن آلودگی از حالت نصب خارج شده و قطعات آن پیاده شد.